# 금반초등학교 문정분교
금반초등학교 문정분교는 경상남도 함양군 휴천면 문정리 217에 있었던 분교이다.

## 연혁
- 1934년 4월 30일 휴천공립보통학교 부설 문정간이학교 인가 개교
- 1943년 4월 1일 휴천공립국민학교 문정분교장 인가 개교
- 1948년 3월 13일 문정국민학교 인가
- 1982년 3월 1일 함양중학교 휴천분교장 개교
- 1986년 3월 5일 병설유치원 개원
- 1996년 3월 1일 문정초등학교로 교명 변경
- 1999년 2월 20일 제44회 졸업식(총 졸업생수 1,653명)
- 1999년 3월 1일 금반초등학교 문정분교장으로 격하
- 1999년 9월 1일 금반초등학교에 통합